# صدمة الوصم
الوصم (لغة نوردية قديمة:klámhogg) هو مصطلح يطلق عند إلحاق الأذى بمؤخرة الرجل. هذه الإصابة تمثل الاغتصاب الشرجي ولذلك لم تُعد فقط لإلحاق الأذى الجسدي ولكن للإهانة الجنسية أيضا عن طريق تشبيه الضحية بالرمز الأنثوي كالعدو المهزوم. تعد هذه الإصابة مميتة بنفس مستوى الإصابة الدماغية وإصابة العمود الفقري والإصابات الأخرى المميتة. صُنفت هذه الإصابة في المجتمع الشمالي كرمز لفقدان القوة والسيطرة للمُهيمَن عليه (الضحية) وكذلك مؤشر للقوة المادية والاجتماعية للمُهيمِن (الجاني).
المصطلح شمالي المنشأ ويساوي الإخصاء ويصنف مع الجروح العميقة للجسم، ويُرجح بقوة أنه كدليل على الاغتصاب الشرجي وكان يعتبر مصطلحا قانونيا مع ما ينطوي عليه من وصم. نتيجة ذلك الاغتصاب يأتي تعبير (إخصاء صفات الذكورة) (Unmanning) ويلقب به الضحية كمدلول عن الوهن والضعف وبمجرد أن لقبت به الضحية مرة يبقى موصومًا به ولا يُنسى.